# Великий, Михаил Владимирович
Михаил Владимирович Великий (укр. Михайло Володимирович Великий; 1913—1975) — директор совхозов по выращиванию хмеля, Украинская ССР.

## Биография
Родился 4 ноября 1913 года в с. Тиньки Чигиринского района Черкасской области в крестьянской семье. Украинец.
В 1932 году закончил Шамковский зоотехникум, после чего работал на Житомирщине: сначала зоотехником, потом возглавил хмелесовхоз «Черемошное» Житомирского района (1932−1939).
В начале Великой Отечественной войны был ответственным за эвакуацию колхозных животных с Житомирщины в Пензенскую область, где до 1943 года он работал зоотехником Земетченского сахарного комбината. Позже был мобилизован в Красную Армию.
После освобождения Житомирщины, в 1944−1946 годах, Михаил Владимирович опять работал директором хмелесовхоза «Черемошное», а с апреля 1946 года возглавил хмелесовхоз «Рея». На этой должности он работал с 1946 по 1975 годы, до своей смерти.
Под руководством Великого совхоз «Рея» перерос в крупное специализированное высокоразвитеое хмелеводческое хозяйство. В 1959 году к совхозу был присоединён экономически слабый соседний колхоз села Гальчин, который стал отделением.
Умер Михаил Владимирович 23 октября 1975 года. Похоронен на сельском кладбище села Рея. В 1976 году на его могиле установлена стела из лабрадорита, в центре которой находится портрет и мемориальная надпись.

## Награды
- Герой Социалистического Труда (30 апреля 1966)
- Награждён орденами Трудового Красного Знамени, «Знак Почёта» и семью медалями ВДНХ СССР